# Ichneumon clasma
Ichneumon clasma es una especie de insecto del género Ichneumon de la familia Ichneumonidae del orden Hymenoptera.

Fue descrita en el año 1979 por Carlson.
Se encuentra en Norteamérica.